# Kerncentrale Hanhikivi
Kerncentrale Hanhikivi (Fins: Hanhikiven ydinvoimalaitos) in Pyhäjoki is een beoogde kerncentrale in Finland. Hanhikivi 1 zou een drukwaterreactor worden van het Russisch type VVER-1200/491 (AES-2006). Na de Russische invasie van Oekraïne in 2022 verbrak de projectvennootschap Fennovoima het contract met Rosatom en werd de site in de mottenballen gelegd.

## Geschiedenis
In juni 2007 kondigde een nieuw consortium van 67 industriële en energiebedrijven plannen aan om een joint venture op te richten, Fennovoima Oyi, met het doel een kerncentrale te bouwen. Hierin was E.ON de belangrijkste partner met een belang van 34% en de rest was in handen van de coöperatie Voimaosakeyhtiö SF.
In januari 2009 diende Fennovoima zijn aanvraag in bij de regering. Het ministerie van Milieu koos voor de locatie op het schiereiland Hanhikivi aan de oostkust van de Botnische Golf, in de buurt van Pyhäjoki. In deze gemeente ligt ook de staalfabriek Tornio, de grootste elektriciteitsverbruiker in het land. Er is ruimte voor een tweede reactor, maar daar bestaan nog geen plannen voor.
In 2012 trok E.ON zich terug uit het project. In december 2013 tekende Fennovoima het contract voor de levering van een reactor. De leverancier RosAtom nam ook een belang van 34% in Fennovoima. In februari 2014 heeft Voimaosakeyhtiö zich ertoe verbonden het project voort te zetten, waarbij 44 aandeelhouders betrokken waren. De grootste lokale aandeelhouder was het metaalbedrijf Outokumpu, met een belang van 12,5%. De bouwkosten werden vervolgens geschat op € 6-7 miljard.
In september 2014 stemde de regering met de plannen in, op voorwaarde dat minstens 60% van de aandeelhouders van het bedrijf Fins is of eigendom is van partijen die gevestigd zijn in de Europese Unie of een lid van de Europese Vrijhandelsassociatie. Fennovoima kon hieraan ruimschoots voldoen zeker nadat het Finse nutsbedrijf Fortum had besloten een belang van 6,6% te nemen en Outokumpu het belang had verhoogd naar 14,1%.
In oktober 2014 tekenden Rusatom Overseas en Atomproekt een overeenkomst om ontwerpdocumentatie voor het project te ontwikkelen, waarmee Fennovoima de bouwvergunning kan aanvragen. De bouw zou in 2018 van start gaan en in januari 2016 werd met de grondwerkzaamheden een aanvang gemaakt. Door vertraging in de procedure verwachtte Fennovoima tegen eind 2019 de bouwvergunning te krijgen en de bouw zou in 2021 beginnen. In 2028 zal de centrale opgeleverd worden. In 2022 werd het project voorlopig opgeborgen.